# Monreal del Llano
Monreal del Llano és un municipi de la província de Conca, a la comunitat autònoma de Castella-La Manxa.